# Ристо Стефов
Ристо Стефов (на гръцки: Χρήστος Στεφου; на английски: Chris Stefou, Крис Стефу) е канадски историк от македонски произход.

## Биография
Ристо Стефов е роден през 1953 година в корещенското село Ощима, днес Тригоно, Гърция. Семейството му емигрира в Торонто, Канада. Автор е на редица публикации и книги за античната, средновековната и модерната история на Македония, в които защитава македонистки идеи.